# Лаґадга
Лагадха — давньоіндійський астроном і астролог. Автор трактату «Джйотіша-веданґа», написаного між 450 та 350 роками до н. е. Ця праця являє собою посібник з визначення часу для виконання ведичних жертвопринесень. Це перша праця з математичної астрономії в Індії. Вплив календаря Лагадхи на ортодоксальних брахманів тривав понад два тисячоліття. Одним із найважливіших нововведень Лагадхи було використання тітхі (1/30 синодичного місяця) як стандартної одиниці часу. Лагадха також увів водяний годинник і гномон.